# 21世紀における国民健康づくり運動
21世紀における国民健康づくり運動（にじゅういっせいきにおけるこくみんけんこうづくりうんどう）とは、健康寿命の延伸などを実現するため、2000年（平成12年）に厚生省（現・厚生労働省）によって始められた第3次、第4次の国民健康づくり運動の事。通称「健康日本21」（けんこうにっぽんにじゅういち）である。
2000年度から2012年度までは「健康日本21」（21世紀における国民健康づくり運動）が行われ、2013年から2022年までは「健康日本21（第2次）」（二十一世紀における第二次国民健康づくり運動）が行われている。
2001年から親子の健康を目的とした「健やか親子21」が開始され、2015年度から2024年度までは「健やか親子21（第2次）」が行われている。

## 健康日本21

### 運動概要
日本国政府レベルでの健康日本21は、2000年（平成12年）3月31日の厚生省事務次官通知等により策定されたが、その後健康増進法により、都道府県、市町村においても策定が要請されている。現在、全都道府県で策定が完了したが、市町村版の策定は合併などの影響もありあまり進んでいない。なお以下にあげられる目標値は、国レベルでの健康日本21におけるものである。
生活習慣病の予防を目的とし、その大きな原因である生活習慣を改善する運動である。早期発見、早期治療という二次予防にとどまらず、疾病の発生を防ぐ一次予防に重点対策を置くものである。
食生活・栄養、身体活動・運動、休養・心の健康づくり、たばこ、アルコール、歯の健康、糖尿病、循環器病、がんの9つの分野について、2010年（平成22年）をめどとする具体的な数値目標を設定した。
各分野ごとに設定された目的達成のため、自己管理能力の向上、専門家などによる支援、保健所など公共機関による情報管理と普及啓発の推進の3つを柱とする対策を行い、国民に対して健康に関する情報提供と、健康づくりのための環境整備を行うものである。

### 各分野の目標（第一次）

#### 栄養・食生活
栄養・食生活については、14項目の数値目標が設定された。
1. 栄養状態レベル
  - 適正体重
    - 肥満：成人男性15%以下、女性20%以下
    - 肥満児：7%以下
    - やせの者：15%以下

  - 脂肪エネルギー比率：25%以下
  - 食塩：10g未満
  - 野菜：350g以上
  - カルシウム：牛乳・乳製品130g、豆類100g、緑黄色野菜120g以上
2. 知識・態度・行動レベル
  - 自分の適正体重を認識し、体重コントロールを実践する者の割合の増加：90%以上
  - 自分の適正体重を維持できる食事量を理解している者の割合の増加：80%以上
  - 自分の食生活に問題があると思う者のうち、改善意欲のある者の割合の増加：80%以上
  - 量、質ともにきちんとした食事をする者の割合を増加
    - 1日最低1食、きちんとした食事を、家族等2人以上で楽しく、30分以上かけてとる者の割合の増加：70%以上

  - 朝食の欠食率の減少：20、30歳代男性15%以下、中学生・高校生でなくす
  - 外食や食品を購入する時に栄養成分表示を参考にする者の割合を増加
3. 環境レベル
  - 職域等における給食施設、レストラン、食品売場において、ヘルシーメニューの提供比率を上げ、その利用者を増加
  - 地域、職域で、健康や栄養に関する学習の場を提供する機会を増やし、それに参加する者（特に若年層）を増加
  - 地域、職域で、健康や栄養に関する学習や活動を進める自主グループの増加

#### 身体活動・運動
身体活動・運動については成人と高齢者に分けて、合計6項目の数値目標が設定された。

#### 休養・こころの健康づくり
休養・心の健康づくりについては、4項目の数値目標が設定された。
1. ストレスを感じる人の減少
2. 睡眠による休養を十分にとれていない人の減少
3. 睡眠の確保のために睡眠補助品やアルコールを使うことのある人の減少
4. 自殺者の減少

#### たばこ
たばこについては、4項目の数値目標が設定された。
以下のような数値目標が存在し、未成年者の喫煙の数値目標を0%に設定することや、喫煙が及ぼす健康影響についての知識の普及目標を100%に設定するなど、喫煙が原因でリスクを増大する疾患について、国、厚生労働省、医療関係者が問題を共有していることを示す。
1. 喫煙が及ぼす健康影響についての十分な知識の普及
2. 未成年者の喫煙をなくす
3. 公共の場及び職場における分煙の徹底及び効果の高い分煙に関する知識の普及
4. 禁煙支援プログラムの普及

#### アルコール
アルコールについては、3項目の数値目標が設定された。
以下のような数値目標が存在し、未成年者の飲酒の数値目標を0%に設定することや、節度ある適度な飲酒の知識の普及目標を100%に設定するなど、アルコールが原因で発生する疾患について、たばこ同様に現状がきわめて問題とされていることがわかる。
1. 多量飲酒する人を2割削減させる
2. 未成年の飲酒をなくす
3. 「節度ある適度な飲酒」の知識の普及

#### 歯の健康
歯の健康については、幼児期のう蝕予防、学齢期のう蝕予防、成人期の歯周病予防、歯の喪失防止の4目標について、合計13項目の数値目標が設定された。
歯の喪失を防ぐことが咀嚼機能の維持だけでなく、会話などの、QOLを保つために必要であることから、歯の喪失の原因であるう蝕や歯周病の予防が重要であると判断され、これらの目標が設定された。
成人期の歯周病予防の4項目のうち、2項目はたばこの項目と同一である。喫煙習慣が歯周病に密接な関係があるからである。

#### 糖尿病
糖尿病については、8項目の数値目標が設定された。
糖尿病およびその結果引き起こされる各種の合併症について問題視し、糖尿病の予防や、患者の治療の継続、各種合併症の減少を目標としている。

#### 循環器病
循環器病については、11項目の数値目標が設定された。
- たばこ対策の充実　を含む。

#### がん
がんについては、7項目の数値目標が設定された。そのうち5項目がたばこ、栄養・食生活、アルコールと同一である。
- たばこ対策の充実　を含む。

### 各分野の目標（第二次）
国民の健康の増進の総合的な推進を図るための基本的な方針として、平成25年4月1日から適用することとした、厚生労働省告示による、平成25年度から令和4年度までの運動方針。

#### 主要な生活習慣病
- がんについては、2項目。
  - 75歳未満のがん年齢調整死亡率（10万人あたり）を、平成22年の84.3%から5年で73.9%に減少
  - がん検診受診率を、平成22年のおおむね30%から5年で50%（子宮頸がん、乳がん）、40%（胃がん、肺がん、大腸がん）に向上
- 循環器病については、5項目。
- 糖尿病については、6項目。
  - 合併症（新規透析導入患者数）の減少、治療継続者の割合の増加、など
- COPD認知度を、平成23年の25%から10年で80%に向上

#### 社会生活を営むために必要な機能の維持・向上
- こころの健康として4項目。
  1. 自殺者の減少
  2. 気分障害・不安障害に相当する心理的苦痛を感じている者の割合を、平成22年の10.4%から11年で9.4%に減少
  3. メンタルヘルスに関する措置を受けられる職場の割合を、平成19年の33.6%から13年で100%に増加
  4. 小児科医・児相精神科医師の割合の増加
- 次世代の健康として2項目。
  1. 健康な食生活（栄養・食生活・運動）を有する子どもの割合の増加
  2. 適正体重の子どもの増加
- 高齢者の健康として6項目。

#### 健康を支え、守るための社会環境の整備
地域のつながり、健康づくりを目的とした活動、など5項目。

#### 栄養・食生活
栄養・食生活については、14項目の数値目標が設定された（平成22または23年の現状から令和4年度）。
1. - 適正体重を維持している者の増加
    - 肥満（BMI25以上）：20歳～60歳代男性で31.2%から28%、40歳～60歳代女性で22.2%から19%へ
    - やせ（BMI18.5未満）：20歳代女性で29.0%から20%へ

  - 適正な量と質の食事をとる者の増加
  - 主食・主菜・副菜を組み合わせた食事が1日2回以上：68.1%から80%へ
  - 食塩：10.6gから8gへ
  - 野菜と果物：平均282gから350gへ。果物摂取量100g未満の者61.4%から30%へ
  - 食事を一人で食べる子どもの割合の減少
  - 食品中の食塩や脂肪の低減に取り組む食品企業、飲食店の登録数増加
  - 特定求職施設での管理栄養士・栄養士の配置施設を70.5%から80%に

#### 身体活動・運動
- 20歳～64歳と65歳以上に分けて、日常生活での歩数の増加、運動習慣者割合の増加。
- 住民が運動しやすいまち・環境整備に取り組む自治体数を17都道府県から47へ増加

#### 休養
1. 睡眠による休養を十分にとれていない者の割合を、平成21年の18.4%から12年で15%に減少
2. 週に60時間以上の労働をする雇用者の割合を平成23年の9.3%から9年で5.0%に減少

#### 飲酒
アルコールについては、3項目の数値目標が設定された。
1. 多量飲酒する人を平成22年の男性15.3%、女性7.5%から11年でそれぞれ13%、6.4%に減少
2. 未成年の飲酒をなくす
3. 妊娠中の飲酒をなくす

#### 喫煙
たばこについては、4項目の数値目標が設定された。
1. 成人の喫煙率を平成22年の19.5%から11年で12%に減少
2. 未成年者の喫煙をなくす
3. 妊娠中の喫煙をなくす
4. 受動喫煙の機会を有する者の割合の減少。行政・医療機関ではゼロに。

#### 歯・口腔の健康
歯の健康については、60歳代における咀嚼良好者割合の増加、歯の喪失防止、成人期の歯周病予防、乳幼児期・学齢期のう蝕予防、過去1年間に歯科検診を受診した者の割合の増加、の5目標について、合計10項目の数値目標が設定された。

### 健康日本21に対する批判・疑問
「健康日本21をめぐる12の誤解・疑問と回答」において、以下の誤解・疑問に回答されている。
1. 健康日本21は、国民に健康のために禁煙など特定の行動を押し付け、個人の自由の侵害ではないか？
2. 健康づくりは個人の問題であり、計画してもそれほど効果がないのではないか？
3. 生活習慣病の増加は、高齢化が原因で対策しても効果がないのではないか？
4. 喫煙に関する目標が、現在のような内容になったのはどういう経緯なのか？

なお健康日本21は「国民に対して一定の生活習慣を押しつけようとするものではない」と前置きしている。
「歯の健康」「循環器病」「がん」の項目にもかかわるたばこについては、当初　喫煙率・たばこ消費量を「半減させる」という具体的な数値目標が掲げられていたが、「日本国政府が国民に禁煙を強制している」「外国の事例でも達成できず非現実的目標」という批判や、日本たばこ産業株式会社、全国たばこ販売協同組合連合会、全国たばこ耕作組合中央会などの関連団体、たばこ族議員などの反対によって撤回された経緯がある。
なお、当初の計画では、
1. 成人喫煙率を男女とも10年間で半減させる
2. 未成年者の喫煙をなくす
3. 国民一人当たりのたばこ消費量を10年間で半減させる

となっていた。

### 達成状況
達成状況については、A（目標達成）、B（改善傾向）、C（変化なし）、D（悪化）、E（判断不可）で評価された。
メタボリックシンドロームの認知数の増加などは達成されたが、その一方で日常生活の歩数などは悪化した。

## 健康日本21（第2次）
健康日本21（第2次）は、2012年度末で終了した健康日本21を全改正したものであり、2013年度から適用される。
基本方針としては、「健康寿命の延伸と健康格差の縮小」、「生活習慣病の発症予防と重症化予防の徹底」、「社会生活を営むために必要な機能の維持及び向上」、「健康を支え、守るための社会環境の整備」、「栄養・食生活、身体活動・運動、休養、飲酒、喫煙及び歯・口腔の健康に関する生活習慣及び社会環境の改善」が挙げられており、目標設定と評価や普及活動をすることが盛り込まれている。

## 健やか親子21（第1次・第2次）
2000年に「健やか親子21検討会報告書」が公表され、2001年より開始された。2006年には妊産婦に対するマタニティマークが制定された。
2015年度から2024年度までが第2次期間である。母子保健の充実、地域での子育て支援、乳幼児保健と学童期・思春期の保健対策、児童虐待の防止などを目標としている。